# 文圩镇
文圩镇，是中华人民共和国广西壮族自治区梧州市蒙山县下辖的一个乡镇级行政单位。

## 行政区划
文圩镇下辖以下地区：
大明村、文圩村、秀才村、龙定村、屯治村、木护村、道义村、大龙村、六夏村、连塘村、河村和桃洞村。